# Colegiata

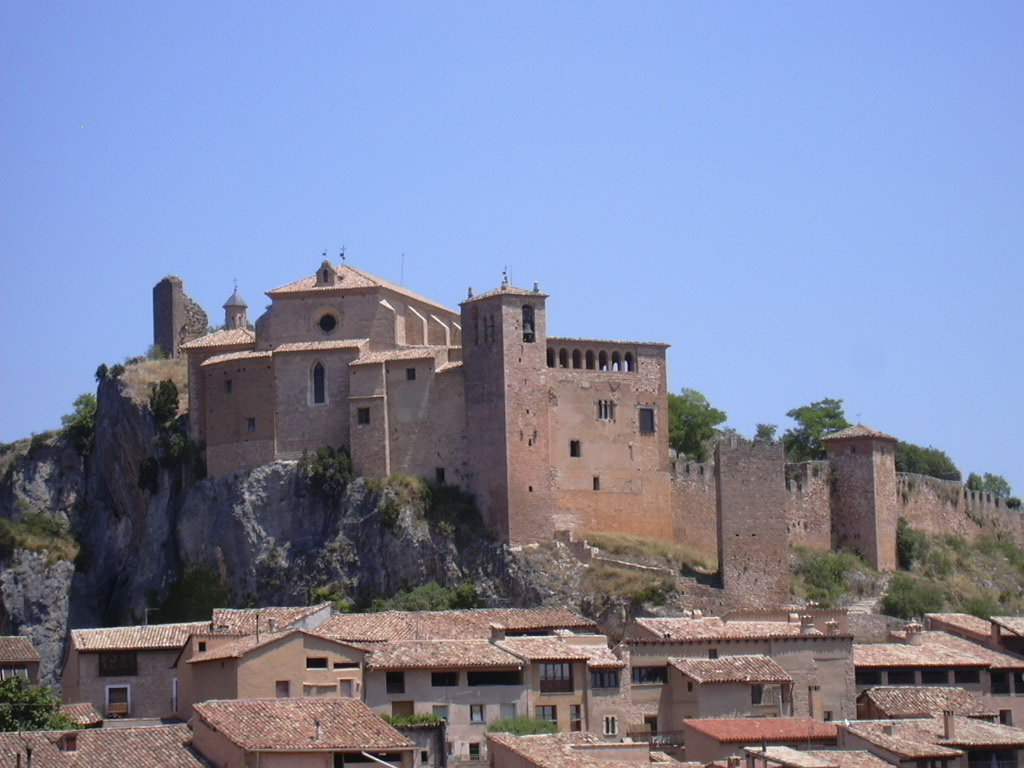
Colegiata de Santa María la Mayor (Alquézar).

La colegiata o iglesia colegial es el templo católico que, sin ser catedral, posee un cabildo. La dignidad rectora recibe el nombre de deán, aunque ocasionalmente también sea llamado abad o prior.
La elección de una colegiata obedece a diferentes razones, como pueden ser la existencia anterior de una catedral en la misma ciudad, querer dar importancia a una población sin poner sede episcopal, para mayor esplendor del culto, etc. La colegiata puede ser secular o regular.
También se denomina así al templo donde hay (o hubo en su tiempo) una comunidad de canónigos regulares de San Agustín presidida por un abad. Las comunidades de canónigos regulares de San Agustín están en el origen de diversas órdenes religiosas como los dominicos o los premonstratenses.
En la actualidad se denomina colegiata a una iglesia principal de tipo colegial, con abad y canonjía, que no es sede obispal —catedral—, y donde los oficios divinos se celebran con similar liturgia a la de las catedrales.

## Arquitectura

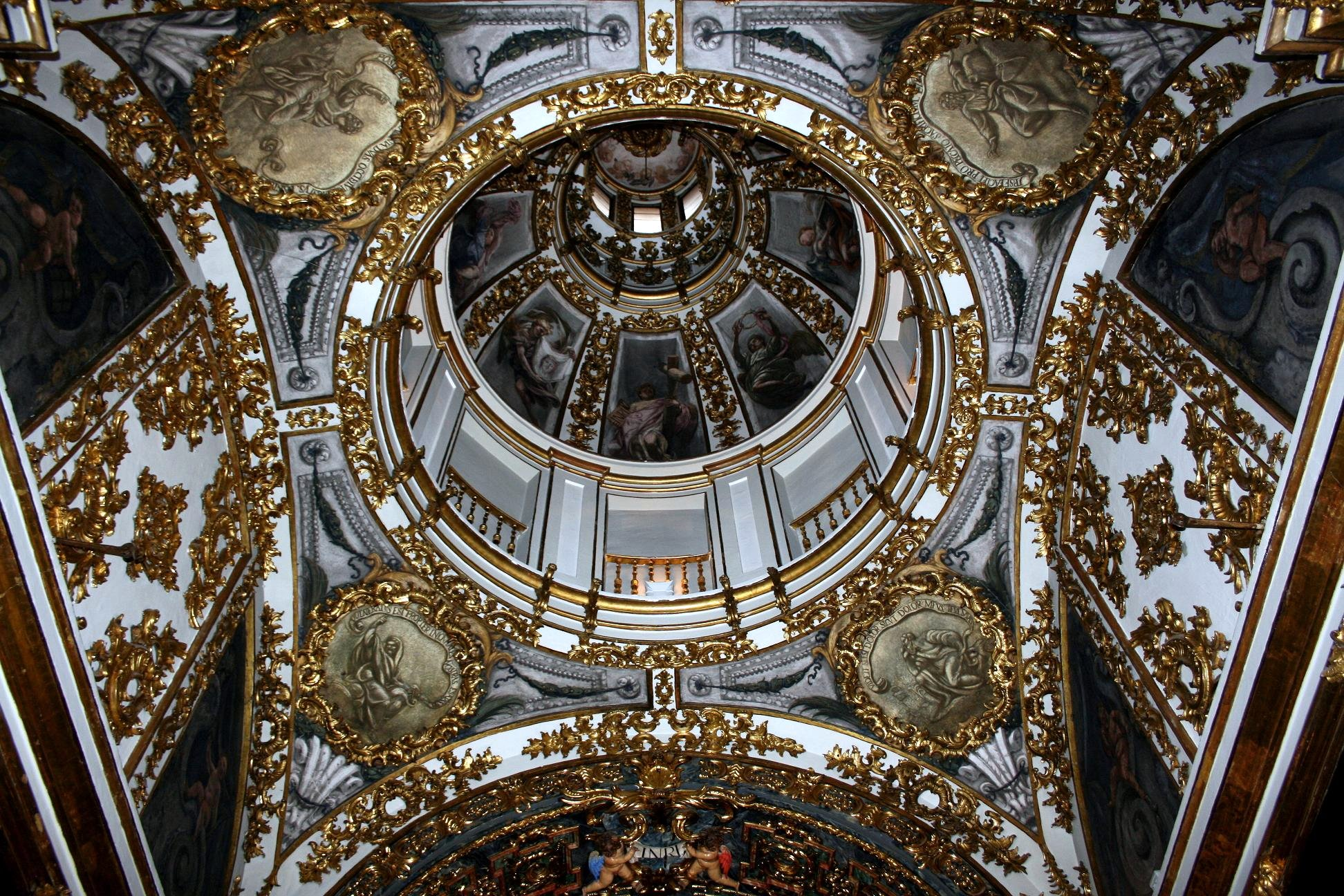
Interior de la colegiata de San Isidro en Madrid

La colegiata no responde necesariamente a una tipología arquitectónica determinada, si bien, por celebrarse en ellas de forma comunitaria la Liturgia de las Horas u Oficio Divino, suelen ser de amplias proporciones y están dotadas de coro y de otros elementos que comparten con las iglesias monásticas benedictinas o cistercienses que también celebran el Oficio Divino de forma comunitaria. 

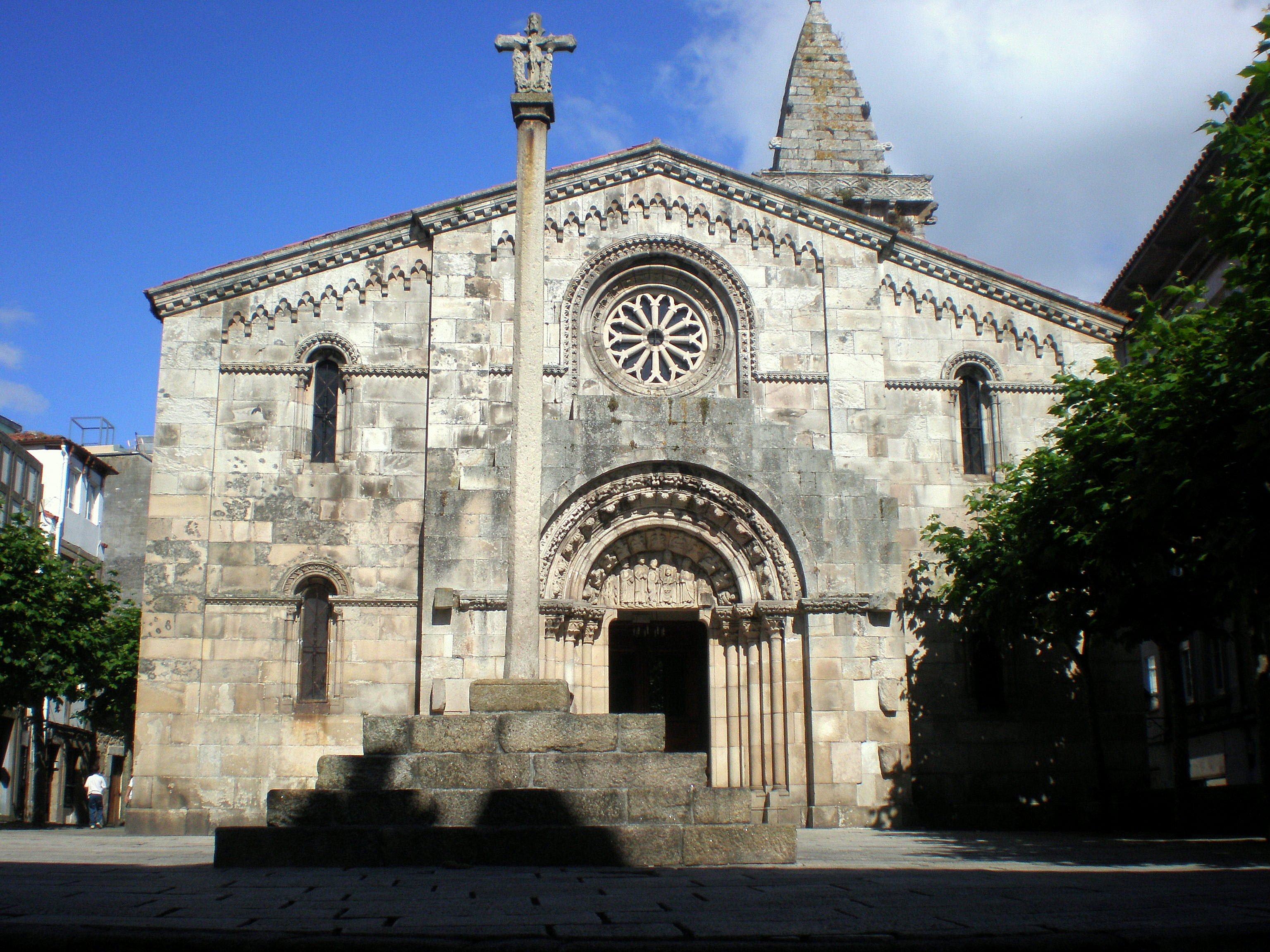
Colegiata de Santa María del Campo, en La Coruña.

Muchas colegiatas medievales tienen aspecto similar al de las catedrales de su tiempo, pues en estas últimas también había una comunidad de canónigos que celebraba el Oficio Divino a lo largo del día. Para algunas personas una colegiata aparecía como una catedral sin obispo.

## Clases de colegiatas

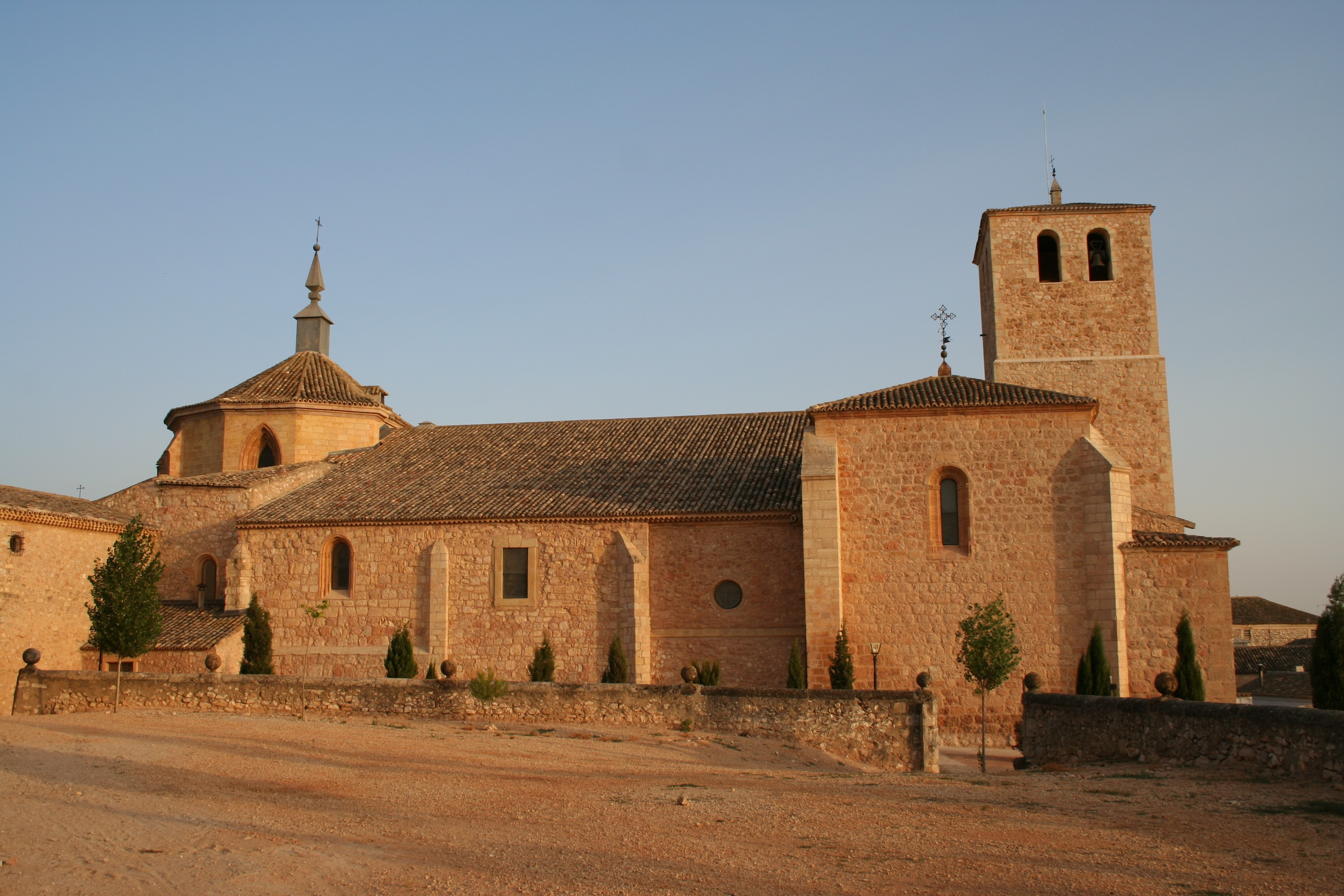
Colegiata de San Bartolomé, en Belmonte

La clase y organización de las colegiatas han sido diversas, en razón de las causas, objeto y lugar de su erección. Algunas participan de la índole y naturaleza de las catedrales: por ejemplo, las que, no teniendo obispo, son regidas por un prelado con jurisdicción episcopal y con la cualidad de nullius diocesis.
Sus cabildos gozaban, por consiguiente, de los mismos derechos que los de las catedrales, y tanto que hasta suceden en la jurisdicción del prelado, siempre que su dignidad quede vacante.
Otras colegiatas hay que no se aproximan a la naturaleza e índole de las catedrales pero en muchas cosas son consideradas como tales, sobre todo si están regidas por un prelado con jurisdicción episcopal, circunscrita a ciertos límites en la diócesis del obispo. Los cabildos de tales iglesias es claro que, vacando la dignidad del prelado, no suceden en sus derechos, como que acrecen al obispo diocesano; pero entretanto, y siendo justo, administran en unión con el prelado los derechos de la iglesia, según las tablas de la fundación, la costumbre, los estatutos aprobados o los privilegios. 
Se conocen también iglesias colegiatas de monjes, que con más propiedad deben llamarse conventuales o monásticas, pero a las cuales no conviene por lo mismo el nombre de colegiatas en su sentido estricto, pues no constan de canónigos y otras en las cuales forman estos el cabildo, guardando un método de vida muy semejante al de los monjes y por eso se llaman regulares.
Hay, finalmente, iglesias colegiatas inferiores a las que acabamos de enumerar y son aquellas en que existe colegio o cabildo de canónigos pero sin prelado con jurisdicción episcopal que se reserva íntegra y en toda su latitud al obispo diocesano. En cuanto a las de esta clase y los cabildos de canónigos que en ellas residen fue costumbre erigirlas a ejemplo y semejanza de las catedrales. Así es, que se crearon dignidades en mayor o menor número y con iguales o distintas denominaciones en unas que en otras, se concedieron a los canónigos y su cabildo derechos singulares y tuvieron desde luego sus estatutos, costumbres y privilegios. Por ello, fueron y son preferidas a las iglesias simples no conventuales o no colegiatas y aun a las parroquiales, aunque no tengan este carácter.
A las clases de colegiatas, de que va hecha mención, pueden añadirse:
- las insignes, por razón de la clase o importancia que en el orden civil tiene la ciudad, villa o población donde se hallan fundadas.
- las parroquiales, en cuanto a su cualidad de colegialas se agrega la de servir desde su fundación o haberse erigido después de ella en parroquias.
- las de patronato episcopal, real o particular: las de patronato, según que fueron erigidas, dotadas o restauradas por los obispos u otros prelados eclesiásticos, por los reyes o por los grandes y nobles como los de San Ildefonso y Berlanga, correspondiendo a los patronos la presentación de dignidades o prebendas en ellas y otras regalías o privilegios anejos al patronato en conformidad de las bulas de su erección.
- recepticias, aquellas cuyo cabildo no se compone de un número fijo de canónigos sino que son admitidos cuantos puedan matenerse de las rentas de la fundación.[1]